# Engishiki
O Engishiki (延喜式) é um livro japonês de leis e normas de 927 d.C.

## História
Em 905, o Imperador Daigo ordenou a compilação de uma série de leis. Fujiwara no Tokihira começou a tarefa, mas o trabalho parou quando este faleceu em 909. Seu irmão Fujiwara no Tadahira continuou o trabalho em 912, completando-o em 927. Depois de algumas revisões, foi oficialmente implementado em 967.

## Conteúdos
O texto tem 50 volumes e é organizado em departamentos:
- Volumes 1-10: Departamento de Culto
- Volumes 11-40: Departamento de Estado e os Oito Ministros
- Volumes 41-49: outros departamentos
- Volume 50: leis sobre outros temas